# Collegium Josephinum Bonn
Das Collegium Josephinum Bonn (kurz „CoJoBo“) ist eine staatlich anerkannte, katholische Ersatzschule in der Trägerschaft des Redemptoristenordens im Bonner Ortsteil Auerberg. Es umfasst ein Gymnasium mit rund 800 und eine Realschule mit ca. 370 Schülern. Beide Schulen werden nur von Jungen besucht. Es besteht eine Kooperation mit der nahegelegenen Mädchenschule in Bornheim-Hersel, der Ursulinenschule Hersel des Erzbistums Köln, die sich früher in der Trägerschaft der Ursulinen befand.

## Schulgeschichte
1880 gründete der Redemptoristenorden das Collegium Josephinum als Internatsschule für den Ordensnachwuchs. Da durch die Jesuitengesetze der preußischen Regierung (Kulturkampf) die Arbeit des Ordens auf deutschem Gebiet nicht möglich war, wurde als Standort das Städtchen Vaals gewählt, das unmittelbar hinter der deutsch-niederländischen Grenze liegt. Diese Schule wurde von Schülern aus ganz Deutschland besucht. Einer von ihnen war der Schriftsteller Stefan Andres.
Als nach dem Ende des Ersten Weltkriegs die unbehinderte Arbeit des Ordens wieder möglich war, wurde das leerstehende Gebäude einer sozialen Einrichtung „St. Joseph an der Höhe“ im Norden Bonns gekauft und das Ordensgymnasium mit Internat sowie das Kloster für die in der Schule arbeitenden Redemptoristen eingerichtet. Seit 1930 war das Abitur des Collegium Josephinum staatlich anerkannt.
Unter der NS-Herrschaft wurde das Collegium Josephinum 1940 aufgelöst, das Gebäude beschlagnahmt und als nationalsozialistische Lehrerbildungsanstalt genutzt. Gegen Kriegsende wurden die Gebäude stark zerstört.

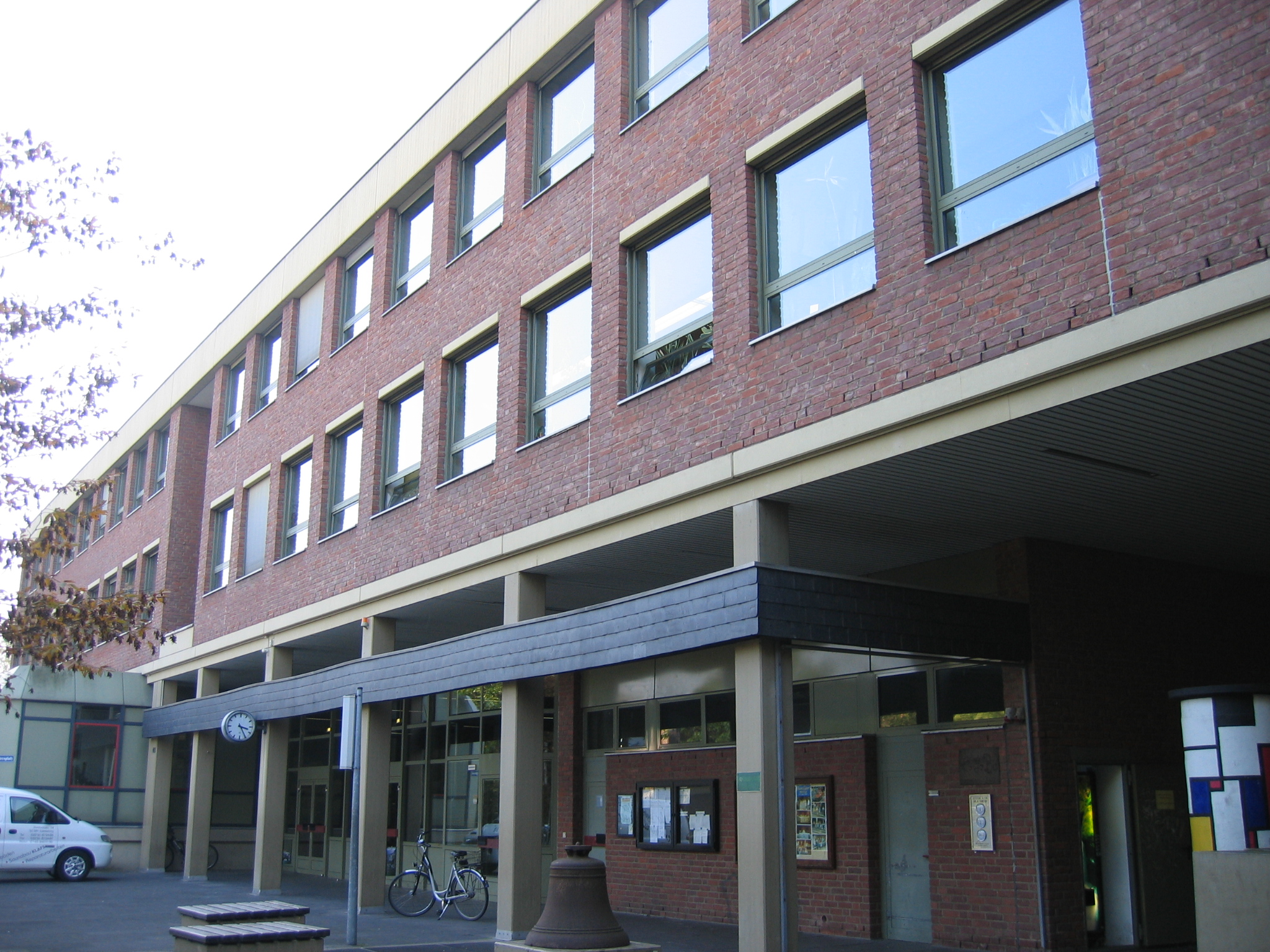
Frontansicht

### 1945 bis 1980
Als im März 1945 Einheiten der US-amerikanischen Armee in Bonn einrückten, erhielten die Redemptoristen ihr Eigentum zurück und begannen sofort mit dem Wiederaufbau. Schon zwei Monate später wurde der Schulbetrieb wieder aufgenommen.
Eine wesentliche Veränderung gegenüber der Vorkriegszeit bestand darin, dass das Collegium Josephinum seit 1950 nicht mehr eine reine Internatsschule für Ordensnachwuchs war, sondern sich für alle Schüler aus Bonn und Umgebung öffnete. Infolgedessen wuchs die Zahl der Schüler in den 1950er und 1960er Jahren stark an, so dass die Räumlichkeiten schon bald nicht mehr ausreichten. Gleichzeitig verlor das Internat an Bedeutung.
Im Jahr 2010 wurden Vorwürfe gegen drei ehemals im Internat (geschlossen 1983) tätige Patres erhoben, die sich auf sexuelle oder körperliche Misshandlung in den 1950er und 1960er Jahren bezogen. Die Ordensprovinz ging diesen Vorwürfen durch einen extern beauftragten Richter nach. Sie begleitet die Aufarbeitung der Geschehnisse bis in die Gegenwart.

### Ab 1980
Da die Schülerzahl wuchs, wurde 1976 mit Unterstützung durch das Erzbistum Köln ein Schulneubau beschlossen. Gleichzeitig wurde eine Realschule eröffnet. 1980 konnte das neue Gebäude für beide Schulen bezogen werden. Der Internatsbetrieb wurde 1983 eingestellt. 2005 beging die ganze Schule das Jubiläum „125 Jahre CoJoBo“. Es folgten für Gymnasium und Realschule tiefgreifende Änderungen aufgrund schulpolitischer Weichenstellungen (z. B. Einführung des Zentralabiturs seit 2007, Verkürzung der gymnasialen Schullaufbahn auf 8 Jahre).
Als Halbtagsschule mit wenigen Unterrichtsstunden am Nachmittag bietet das CoJoBo außerdem ein Ganztagsangebot nach dem persönlichen Bedarf an (Hausaufgabenbetreuung, Lerngruppen, Arbeitsgemeinschaften). Zudem bietet die Katholische Studierende Jugend (kurz KSJ) Gruppenstunden für Jugendliche im benachbarten Klemens Hofbauer Haus an.
Im Schuljahr 2023/2024 bildet das CoJoBo zusammen mit der Ursulinenschule Hersel ein Bündelungsgymnasium.

## CoJoBo-Stiftung
Aus Anlass des 125-jährigen Jubiläums der Schule haben sich Redemptoristen, Lehrer und Ehemalige 2005 das Ziel gesetzt, Unabhängigkeit für die Zukunft sichern zu helfen. Die erforderlichen finanziellen Anstrengungen sollen durch eine Stiftung unter dem Dach der bereits errichteten Redemptoristen-Stiftung übernommen werden. Die CoJoBo-Stiftung hat als Ziel die Förderung von Erziehung und Bildung, Wissenschaft und Religion durch Unterstützung der Schulseelsorge, der Realschule und des Gymnasiums des Collegium Josephinum in Bonn.
Die Gründung der Stiftung fand an Christi Himmelfahrt (5. Mai 2005) durch den damaligen Provinzial der Provinz St. Clemens, Pater Hermann ten Winkel, statt.

## Die Geschichte der Josephshöhe
Der heutige Standort des Collegium Josephinum hat seit dem Mittelalter eine besondere Geschichte. Die Anhöhe im Norden von Bonn war der Platz des Bonner Hochgerichts. Neben der alten Römerstraße von Bonn nach Köln stand der Galgen. Weil dadurch die Örtlichkeit ohnehin etwas Anrüchiges hatte, wurde sie für die Ansiedlung eines Leprosoriums, also eines Aussätzigen-Hospizes, gewählt. Derartige Einrichtungen waren in ganz Westeuropa notwendig geworden, nachdem sich die Lepra im Gefolge der Kreuzzüge stark verbreitet hatte. Dieses Leprosorium bestand aus einer kleinen Kapelle, einem Bauernhof zur Versorgung der Kranken, und winzigen Wohnungen für die Aussätzigen von Bonn und Umgebung. Die Kapelle war dem heiligen Lazarus geweiht, dem Patron der Aussätzigen. Seine Statue aus dem 16. Jahrhundert befindet sich heute noch in der Kirche des Redemptoristenklosters an der Kölnstraße.
Im frühen 18. Jahrhundert erlosch in Europa die Lepra infolge verbesserter Lebens- und Hygienebedingungen. Die Einkünfte des Bauernhofes wurden daher für Bedürftige in Bonn verwendet. In der Mitte des 19. Jahrhunderts zeigten sich im Rheinland die sozialen Folgen der zunehmenden Industrialisierung, unter anderem in einer steigenden Anzahl von entwurzelten und elternlosen Kindern, die heute Straßenkinder genannt würden. Der katholische Verein von Bonn entschloss sich daher 1868, das Gelände des ehemaligen Leprosoriums einschließlich des Bauernhofes zu kaufen und hier eine soziale Einrichtung zu errichten. 1872 konnte der erste Gebäudeteil der „Unterrichts- und Erziehungsanstalt St. Joseph an der Höhe“ bezogen werden. Es bot in seiner besten Zeit etwa 300 Kindern eine Heimat und verhalf ihnen über – mit heutigen Begriffen umschrieben – Kindergarten, Grundschule, Hauptschule, Lehrwerkstätten und Berufsschule zu einem soliden Start ins Leben.
Die wirtschaftliche Katastrophe in Folge des Ersten Weltkrieges führte die Erziehungsanstalt in den Ruin. Die Versorgung der verbliebenen Kinder und Jugendlichen war nicht mehr aufrechtzuerhalten. Daher war das zuständige Kuratorium einem Verkauf nicht abgeneigt, als der Redemptoristenorden nach einem neuen Standort für seine Schule suchte.

## Partnerschulen
- Ursulinenschule Hersel (Bornheim, Deutschland)
- St. Clement’s College (Limerick, Irland)
- Ruamrudee Int. School (Bangkok, Thailand)
- Saint-Charles (Athis-Mons, Frankreich)
- Rydal Penrhos School (Colwyn Bay, Wales)
- St. Joseph’s Preparatory School (Philadelphia, USA)
- Außerdem Teilnahme am Erasmus+-Programm der Europäischen Kommission[9][10]

## Ehemalige Schüler
Zu den bekannten ehemaligen Schülern des Collegium Josephinum gehören:
- Stefan Andres, Schriftsteller (Sexta bis Untertertia: 1918–1920)
- Gerhard J. Bellinger, Professor für neutestamentliche Theologie (Abitur: 1952)
- Manfred Belok, Theologe (Sexta bis Obertertia 1969)
- Medard Kehl, katholischer Theologe (Abitur: 1961)
- Rolf Decot, Professor für Kirchengeschichte (Abitur)
- Heinz Giesen, katholischer Theologe (Abitur: 1962)
- Bernhard Heitz, Geistlicher (Abitur 1963)
- Johannes Rohbeck, Philosoph und Fachdidaktiker für Philosophie (Abitur 1964)
- Heribert Jürgens, Kinderarzt, Onkologe und Krebsforscher (Abitur: 1968)
- Josef Schmidt, katholischer Theologe (Abitur: 1969)
- Rudolf Henseler, katholischer Theologe (Abitur: 1969)
- Michael Meier, ehemaliger Manager des 1. FC Köln und von Borussia Dortmund (Abitur: 1970)
- Manfred Lütz, Arzt und Bestsellerautor (Abitur: 1972)
- Michael Wäschenbach, Politiker (CDU) und MdL (Mittlere Reife: 1972)
- Dieter Hackler, Theologe (Abitur 1973)
- Gerhard Brewka, Professor für Künstliche Intelligenz (Abitur 1973)
- Michael Kühnen, ehemaliger Anführer der deutschen Neonazibewegung (Abitur: 1974)
- Josef Römelt, Professor für Moraltheologie und Ethik (Abitur: 1976)
- Jörg Luy, Veterinärmediziner und Philosoph
- Hans-Werner Kroesinger, Regisseur (Abitur: 1982)
- Hartmut Hein, Musikwissenschaftler (Abitur: 1985)
- Oliver Krauß, Politiker (CDU) und MdL (Abitur: 1988)
- Alexander Koch, deutscher Fechter (Abitur)
- Florian Becker, Jurist (Abitur 1989)
- Ekkehart Reimer, Jurist (Abitur: 1989)
- Mark Speich, Staatssekretär für Bundes- und Europaangelegenheiten sowie Internationales des Landes Nordrhein-Westfalen (Abitur 1989)
- Peter Füssenich, Dombaumeister in Köln (Abitur: 1990)
- Franz Reimer, Professor für Öffentliches Recht und Rechtstheorie (Abitur: 1990)
- Andreas Weckwerth, Professor für Alte Kirchengeschichte und Patrologie an der KU Eichstätt-Ingolstadt (Abitur: 1993)
- Thorsten Nehrbauer, Fußballtrainer (Mittlere Reife: 1994)
- Dominique Ndjeng, Fußballer (Abitur: 2000)
- Maximilian Vollmar
- Nathanael Liminski, Politiker und Leiter der Staatskanzlei NRW (Abitur: 2005)
- Nils Teixeira, Fußballer (Mittlere Reife: 2006)
- Malcolm Cacutalua, Fußballer
- Luke Mockridge, Comedian (Unterstufe)
- Luca Ludwig, Rennfahrer (Abitur: 2007)

### Alt-Josephiner
Um den Kontakt zu den ehemaligen Schülern herzustellen und zu pflegen, existiert eine eigene Arbeitsgemeinschaft, die Alt-Josephiner. Die Gruppe aus aktiven und ehemaligen Schülern veranstaltet jedes Jahr das Ehemaligentreffen (Zeitpunkt ist immer der Samstag eine Woche vor dem 1. Advent), welches im Durchschnitt mit über 400 Personen jedes Jahr zu einer besonderen Begegnung wird.

### Missbrauchsopfer Josephinum Redemptoristen e. V. (MoJoRed)
Ehemalige Schüler u. a. der Redemptoristen-Internate in Bonn, Bous und Glanerbrug haben sich in einem Verein zusammengeschlossen, um physischen oder psychischen Missbrauch in ihrer Schulzeit zu thematisieren. Dazu wendet der Verein sich an die betreffenden Schulen, deren Träger und die Öffentlichkeit.